# Gran Desert Arenós

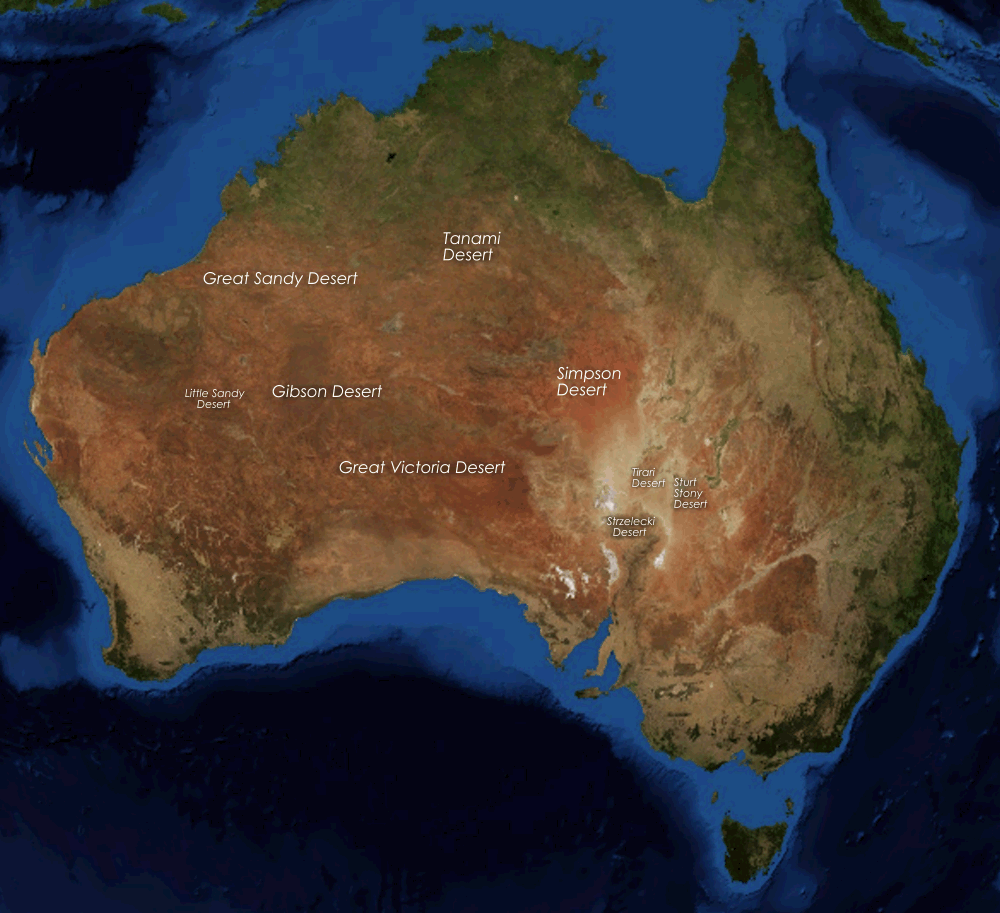
localització dels deserts a Austràlia

El Gran Desert Arenós d'Austràlia és una bioregió interina d'Austràlia, situada al nord-oest d'Austràlia Occidental a cavall entre les regions de Pilbara i Kimberley meridional. És el segon desert més gran d'Austràlia després del Gran desert de Victòria i abasta una àrea de 284.993 quilòmetres quadrats (110.036 milles quadrats). El desert de Gibson es troba al sud i el desert de Tanami es troba a l'est del gran desert de sorra. Conté grans formacions de sorra (ergs), molt sovint en forma de duna. Malgrat l'aspecte desèrtic que proporciona la sorra no es troba en el lloc més sec del país. El cràter Wolfe Creek produït per un meteorit es troba al nord-est.

## Població
Al litoral hi ha granges aïllades d'ovelles. EDls aborígens australians són la població més important de la zona: el Martu a l'oest i els Pintupi a l'est. Durant el segle XX molts indígenes van ser forçats a residir al Territori del Nord d'Austràlia, a Papunya. Alguns hi han tornat fa pocs anys.

## Clima
La zona prop de Kimberley (Austràlia Occidental) reben més de 300 litres de pluja anual però la pluja és irregular amb anys de secada. Quasi tota la pluja és de tempestes (de 20 a 40 a l'any) del monsó. Hi ha una gran evaporació.
Les temperatures màximes són les més altes d'Austràlia. A la majoria d'aquest desert no hi glaça.

## Economia
Hi ha mines d'or, la de Telfer és la més important d'Austràlia i de coure amb algunes explotacions ovines. També s'hi troba urani però encara sense explotar.

## Fauna i Flora
La vegetació d'aquest desert està dominada per Spinifex.
Entre els animals hi ha camells asilvestrats, dingos, goannas (inclòs el gran Perentie) i nombroses espècies de llangardaixos i ocells. Altres animals són els Bilby, Thorny Devils, Bearded Dragons, i el cangur vermell.
És una regió dins l'IBRA (regionalització biogeogràfica d'Austràlia).

## Història
El primer europeu a travessar aquest desert va ser Peter Warburton el 1873.
La ruta històrica Canning Stock Route discorre pel sud-est. Els indígenes van ser expulsats durant les proves de míssils de la dècada de 1950 Blue Streak missile